# 帕克菲爾德 (加利福尼亞州)
帕克菲爾德（英語：Parkfield）是位於美國加利福尼亞州蒙特雷縣的一個非建制地區。該地的面積和人口皆未知。

## 地理
帕克菲爾德的座標為35°53′59″N 120°25′58″W / 35.89972°N 120.43278°W，而該地的平均海拔高度為466米（即1529英尺）。